# العالم كما أراه (كتاب)

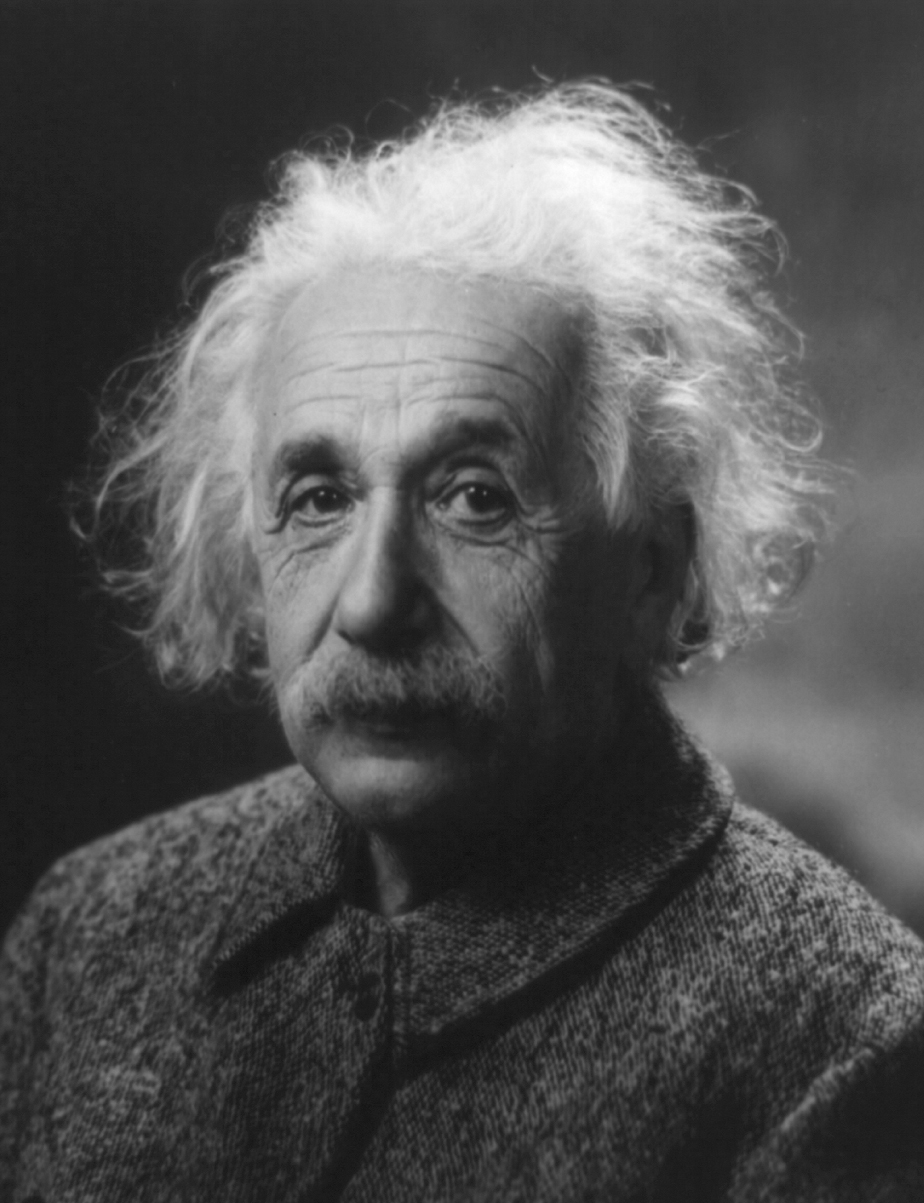
العالم ألبرت أينشتاين في عام 1947.

العالم كما أراه (بالإنجليزية:The World as I See It) وهو كتاب من تأليف العالم ألبرت أينشتاين نشره في عام 1949. يتألف الكتاب من مقالات وعناوين ورسائل ومقابلات وتصريحات متنوعة نشرت قبل عام 1935، وتشمل آراء آينشتاين عن معنى الحياة، والأخلاق، والعلم والمجتمع والدين، والسياسة.

## روابط خارجية
- العالم كما أراه معاينة في كتب جوجل
- مقال "العالم كما أراه"
- مقال "الدين والعلم"
- ISBN 978-0806527901